# Виноградар (Київ)
Виногра́дар — історична місцевість, житловий масив у Подільскому районі міста Києва. Розташований між місцевостями Вітряні Гори, Пріорка і Синім озером. Основні магістралі — проспекти Європейського Союзу, Свободи і Георгія Гонгадзе.

## Історія

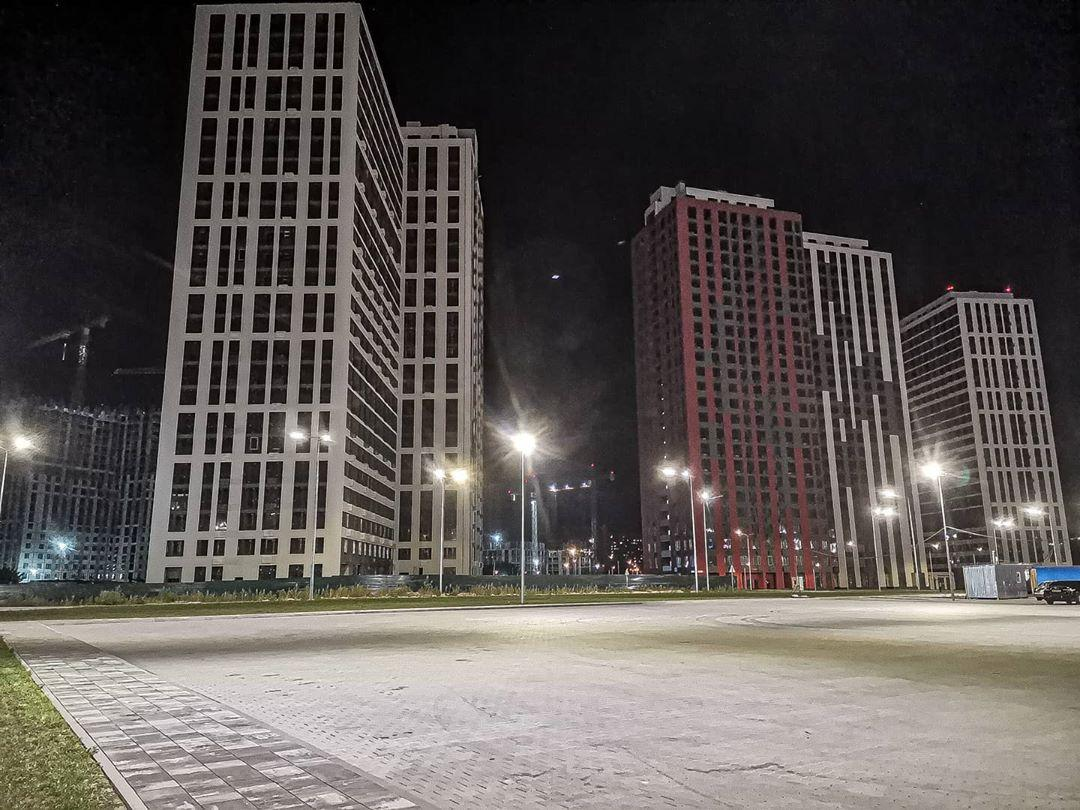
Житловий комплекс «Варшавський Плюс»

Умовно історію Виноградаря можна почати з 1848 року, коли саксонець Вільгельм Крістер переїхав до Києва, та купив на Пріорці біля Вітряних гір ділянку у князя Естергазі. Розчистивши її від дерев, у 1850 засновує фірму «Садівництво та насіннєве господарство „В. Крістер“». За 40 років від початку існування на цій території з'являється квітучий сад, розплідник плодових дерев, овочів та квітів. Після смерті Вільгельма Кристера, його справу продовжують сини Юлій та Едмунд, і вже на 1900 рік садівництво Крістера налічувало площу зі 128 десятин та 5 мільйонів саджанців.
У 1907 році перський підданий (ассирієць за походженням) Ісаак Іванович Бекас отримує від міської управи в оренду на 24 роки 16 ділянок землі на Вітряних горах площею 17 десятин для розведення винограду. Саме Бекасові належить назва «Виноградар».
З 1915 року у Києві починаються збільшуватися кількість переселенців, які у 1928 році об'єднуються у трудові комуни й у 1932 році оселяються на Піщаних Горах (нині це район Вітряних Гір), де на сучасних територіях масиву утворюють господарство. На 19-ти гектарах починають вирощувати виноградні та баштані культури. У 1934 році територія цих господарств вже налічувала 34 гектари, а кількість родин, що утворилися тут із господарством, вже налічувало 74.
У 1960 році дане господарство увійшло до складу радгоспу «Пуща-Водиця».
У 1971 році було затверджено план забудови міста у якому передбачалась інтенсивна забудова територій виноградників радгоспу «Пуща-Водиця».
У 1974 році починається забудова колишніх територій радгоспу «Пуща-Водиця» за проєктом архітектора Едуарда Більського. За проєктом, масив повинен був забудовуватися 9-, 12- та 16-поверховими будинками. Також передбачалося створення у центрі масиву «Гостинного двору», громадських, культурних та торговельних центрів .
Забудова масиву відбувалась у період з 1975–1987 роки.
У 1989 році починається будівництво будинку культури, який, за планом, повинен був мати дві сцени, гримерки, роздягальні, гуртки для молоді, кінотеатр і багато іншого. Але розпад Радянського Союзу не дав можливості завершити будівництво. На початку 2000-х років територію навколо будинку культури було забудовано житловими будинками.
Внаслідок адміністративної реформи 2001 року Виноградар переходить з Шевченківського району, до якого він належав ще з радянських часів, до складу Подільського району.
З 2013 року починається вирубка та забудова садів радгоспу «Пуща-Водиця» житловим комплексом «Варшавський» та торговельно-розважальним центром «Retroville».

## Місцевість
Масив знаходиться в Подільському районі міста Києва. Межує з такими масивами, як: Мостицький, Синьоозерний, Вітряні гори, Варшавський Пріорка.
Також на заході масив межує з Пуща-Водицьким лісом, а на півдні з радгоспом «Пуща-Водиця», який нині забудовується житловим комплексом «Варшавський» та торговельно-розважальним центром «Retroville».
Основні магістралі масиву:
- проспект Європейського Союзу;
- проспект Свободи;
- проспект Георгія Гонгадзе.

Інші вулиці масиву:
- вулиця Василя Порика;
- вулиця Межова;
- вулиця Світлицького;
- вулиця Муси Джаліля;
- вулиця Косенка;
- вулиця Канівська;
- Межовий провулок;
- вулиця Родини Кристерів;
- вулиця Всеволода Змієнка;

У майбутньому при розбудові нового житлового масиву «Варшавський» з'вляться такі вулиці:
- вулиця Олександра Олеся;
- вулиця Генерала Грекова;
- вулиця Квіткарська;
- вулиця Северина Наливайка/

## Інфраструктура

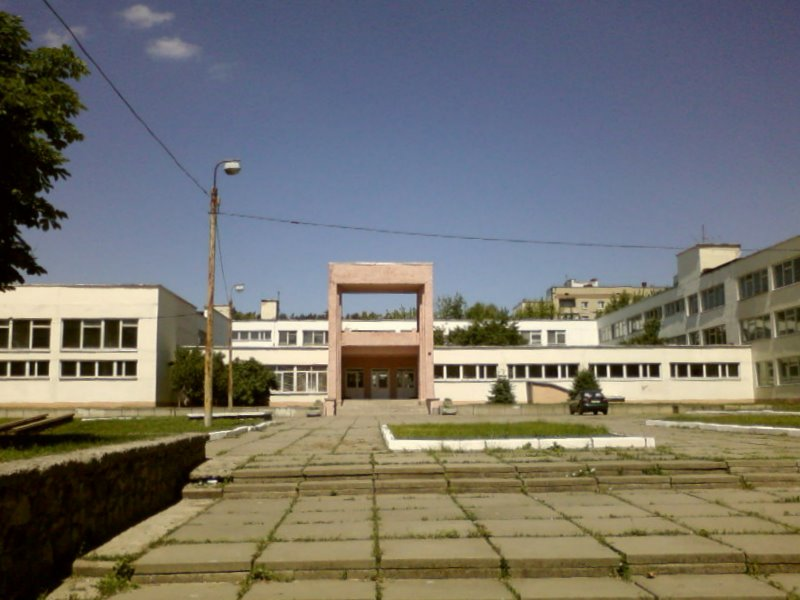
Гімназія №257 «Синьоозерна»

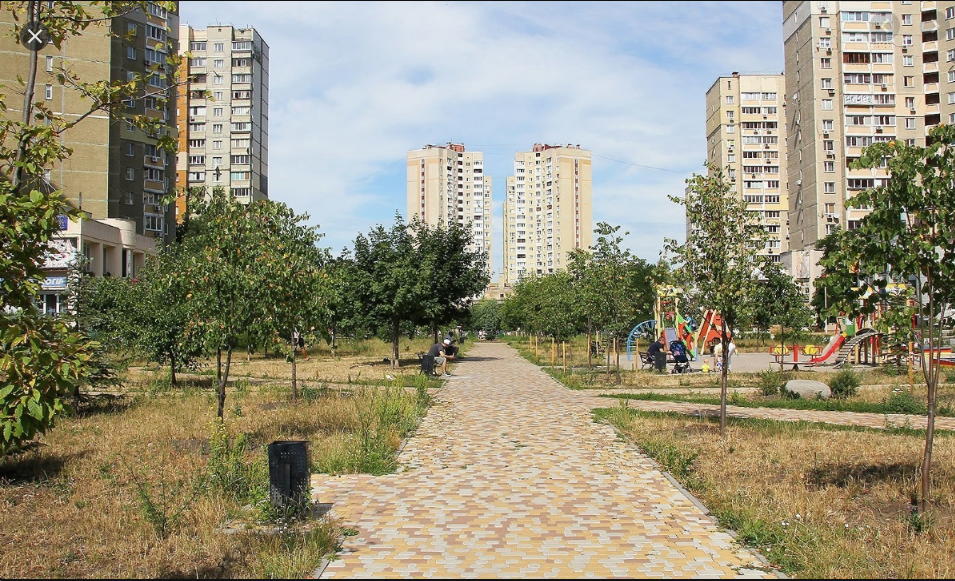
Сквер Кузьми Скрябіна

### Освіта та культура
Усі чинні заклади освіти й культури було закладено ще за часів забудови масиву. Тепер на масиві діють такі школи та дитячі садки:
- Спеціалізована школа № 3 з поглибленим вивченням інформаційних технологій;
- Середня загальноосвітня школа № 6;
- Середня загальноосвітня школа № 93;
- Спеціалізована школа № 193;
- Середня загальноосвітня школа № 242;
- Середня загальноосвітня школа № 262;
- Гімназія № 257 «Синьоозерна»;
- Фінансовий ліцей;
- Школа-дитячий садок імені Софії Русової;
- Школа-дитячий садок «Первоцвіт»;
- Спеціалізована школа-дитячий садок «Дивоцвіт»;
- Школа-дитячий садок «Паросток»;
- Дитячий садок «Перлина»;
- Дитячий садок № 142;
- Дитячий садок № 570;
- Дитячий садок № 626;
- Дитячий садок № 679.

На масиві також існують позанавчальні спортивні клуби та школи:
- Дитяча хореографічна школа № 1;
- Дитяча художня школа N10
- Музична школа № 35;
- Музична школа № 12;
- Спортивний клуб «Олімп-2»;
- Спортивный клуб «Арена»;
- Спортивний клуб «Темп»;
- Спортивний клуб «Лідер».

На масиві діють такі бібліотеки, як:
- Бібліотека ім. Андрія Головка;
- Бібліотека ім. Корнія Чуковського для дітей;
- Бібліотека ім. Юрія Збанацького для дітей;
- Бібліотека Дружби народів.

### Заклади торгівлі
Основним закладом торгівлі масиву є ринок «Виноградар», розміщений вздовж вулиці Василя Порика та проспекту Свободи за адресою вулиця Василя Порика, 2. Цей ринок вважається одним із найдешевших продовольчих ринків міста. Також по вулиці Світлицького розміщений стихійний продовольчий ринок. По всьому масиву розташовані дрібні, середні та великі продовольчі супермаркети провідних мереж супермаркетів Києва та України.
На перетині проспектів Свободи та Європейського союзу у 2016 році було збудовано невеликий торговельний центр «Орнамент» за адресою проспект Європейського союзу 58.
У 2020 році було відкрито торгово-розважальний центр «Retroville», розміщений за адресою проспект Європейського союзу 47.

### Заклади відпочинку
Виноградар є спальним районом, тому закладів відпочинку на масиві небагато. Здебільшого це невеличкі кафе, паби, піцерії та дрібні кав'ярні. З-поміж великих ресторанів можна виділити ресторан «Фортеця», розміщений на проспекті Георгія Гонгадзе, 21.

### Зелені зони та озера
До зелених зон масиву можна відвести парки, розміщені на перетині проспекту Правди та вулиці Василя Порика (між будинками проспект Європейського союзу 70 та 76), а також імені Кузьми Скрябіна, розміщений між будинками на вулиці Василя Порика 7-А та 9.
Також до зелених зон масиву можна відвести Виноградарський ліс, розташований між проспектом Георгія Гонгадзе та Великою Кільцевою дорогою. Ліс є улюбленою зоною відпочинку жителів та гостей масиву. На території лісу облаштовані безкоштовні альтанки для відпочинку та канатний парк.
На території масиву розміщуються два озера:
- Голубе, яке серед мешканців відоме як «бетонка» або «капелька». Розташоване у першому мікрорайоні Виноградаря. Має льодовикове походження та площу 0,6 Га. Навколо озера розташована зона відпочинку. З 2014 року[6] по сьогоднішній день проводиться реконструкція насосного обладнання та благоустрій території навколо озера.
- Синє, яке розташоване у мікрорайоні «Синьоозерний». Має льодовикове походження. Площа басейну — 2,8 га. Живиться з підземних джерел. На початку 2000х років в озері зустрічались такі види риб, як: щука, окунь, карась, плітка звичайна, краснопірка, верховодка, щипавка та інші[7]. На території озера розміщений пляж, хоч купатися у озері заборонено.

Обидва озера є популярними місцями відпочинку як серед місцевих мешканців, так і серед приїжджих мешканців міста.

## Транспорт

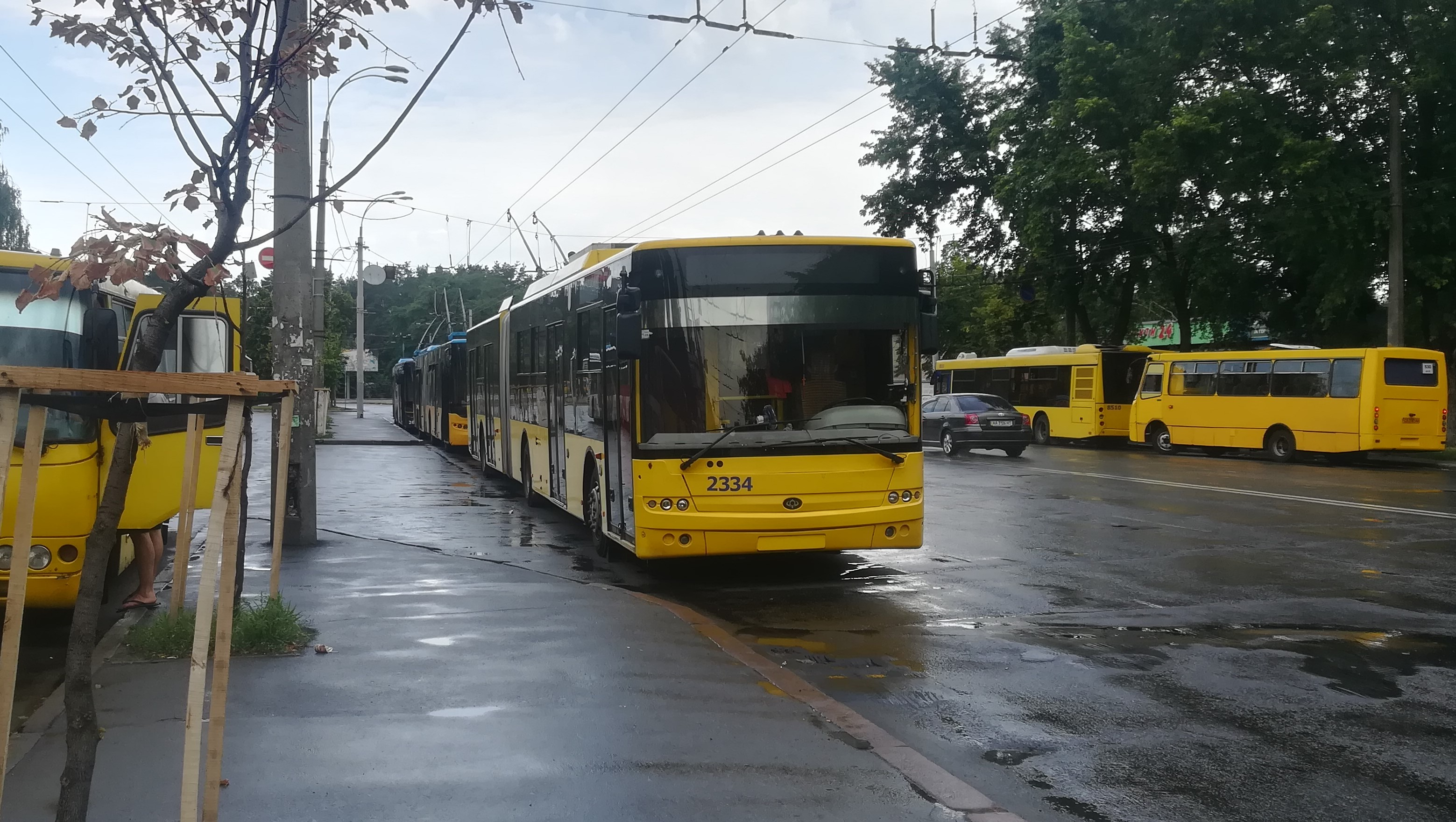
Богдан Т901.10 на Проспекті Свободи

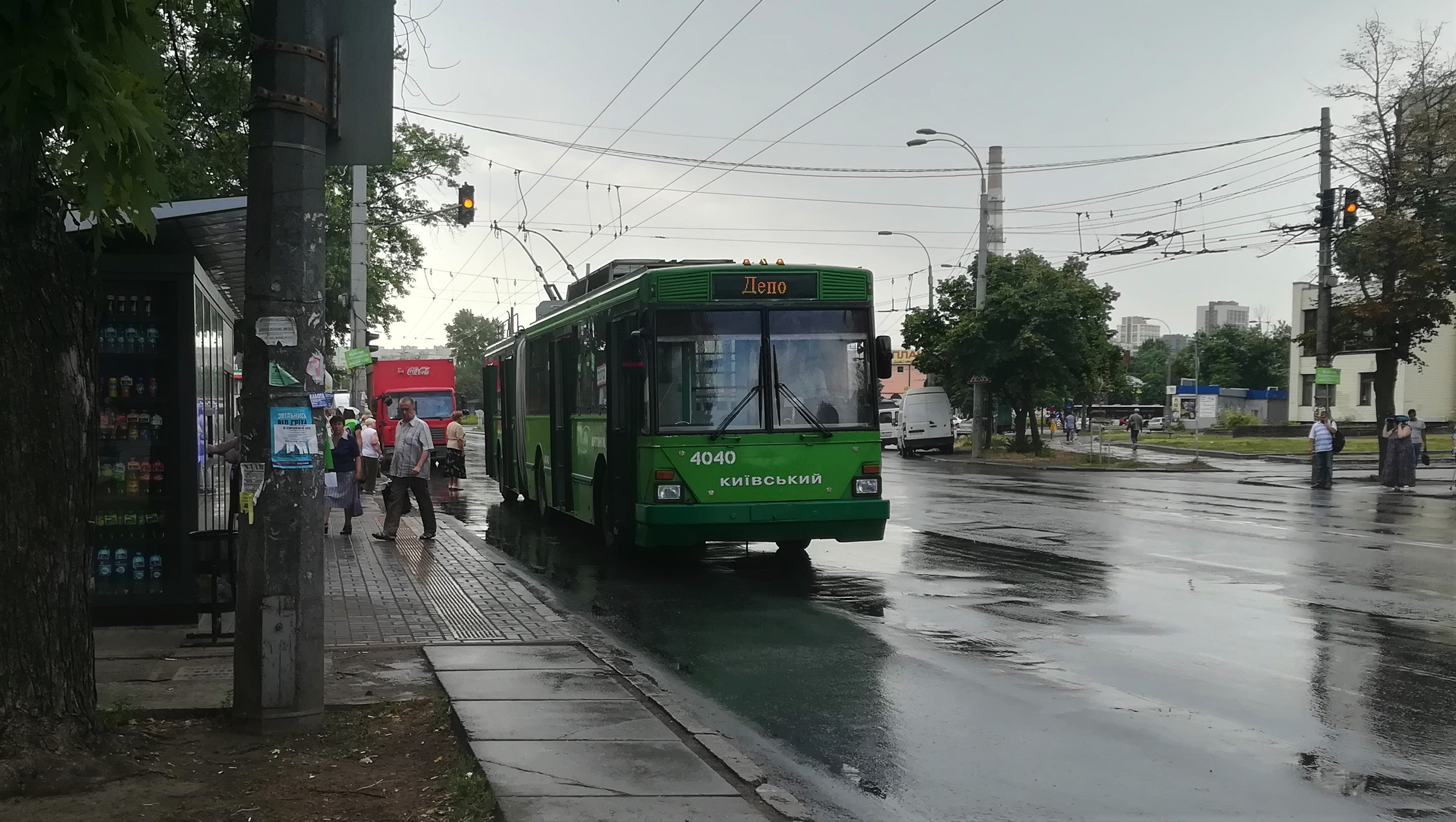
Київ-12.03 на Проспекті Свободи

### Історія
Історія громадського транспорту на Виноградарі починається ще задовго до появи самого масиву. Перші автобусні маршрути (маршрути № 45 та 72) з'явилися приблизно у 1960-х роках на житловому масиві Вітряні Гори, що межує з Виноградарем, та проходили по вулиці Світлицького та Осиповського й прямували до Четвертої взуттєвої фабрики (вул. Новокостянтинівська) та Контрактової площі. Перший тролейбусний маршрут був запущений 30 грудня 1978 року по вулицям Маршала Гречка і Василя Порика та проспектам Правди і Свободи за маршрутом № 26: проспект Свободи — станція метро   «Нивки».
За період існування масивів Виноградар та Вітряні Гори, діяли такі маршрути громадського транспорту:
Автобус
- № 35: Вітряні Гори — просп. Свободи — вул. Автозаводська — вул. Новокостянтинівська — станція метро   «Тараса Шевченка»;
- № 36: вул. Межова (просп. Правди) — вул. Велика Мостицька — вул. Сирецька — вул. Дем'яна Бєдного;
- № 45: просп. Правди — вул. Западинська — вул. Кирилівська — залізнична станція «Почайна»;
- № 70: вул. Газопровідна — вул. Стеценка — вул. Щербаківського — станція метро   «Нивки»;
- № 85:
  - Вітряні Гори — вул. Западинська — вул. Петропавлівська — вул. Січовий Стрільців — площа Галицька;
  - Вітряні Гори — вул. Западинська — вул. Петропавлівська — станція метро   «Лук'янівська»;
- № 89: масив Виноградар — вул. Газопровідна — вул. Стеценка — вул. Щербакова — станція метро   «Нивки»;
- № 102к: просп. Георгія Гонгадзе — просп. Європейського союзу — вул. Лугова — станція метро   «Оболонь»;
- № 102А: вулиця Світлицького - вул. Василя Порика - вул. Газопровідна — вул. Стеценка - проспект Академіка Палладіна - станція метро   «Академмістечко».

Тролейбус
- № 3 (31): просп. Свободи — вул. Василя Порика — вул. Івана Виговського — станція метро   «Нивки» — просп. Берестейський — вул. Чорнобильська;
- № 16д: просп. Свободи — вул. Василя Порика — вул. Івана Виговського — вул. Стеценка — вул. Січових стрільців — Майдан Незалежності;
- № 28: просп. Свободи - вул. Василя Порика — вул. Івана Виговського — вул. Стеценка — Лук'янівська площа;
- № 32: просп. Свободи - вул. Василя Порика — вул. Івана Виговського — вул. Білицька;
- № 35: вул. Ярослава Івашкевича - просп. Правди - вул. Василя Порика - просп. Георгія Гонгадзе - вул. Івана Виговського - вул. Академіка Щусєва - станція метро  «Дорогожичі».
- № 36: вул. Ярослава Івашкевича — просп. Правди — вул. Івана Виговського — станція метро   «Нивки».
- № 92н: просп. Свободи -  вул. Василя Порика — вул. Івана Виговського - просп. Берестейський - просп. Повітряних Сил - вул. Святослава Хороброго - вул. Кадетський Гай.

Маршрутні таксі
- № 158: просп. Свободи — просп. Європейського союзу — вул. Івана Виговського — вул. Стеценка — станція метро   «Лук'янівська»;
- № 161: вул. Ярослава Івашкевича — просп. Свободи — вул. Газопровідна — просп. Академіка Палладіна — вул. Чорнобильська;
- № 217: просп. Свободи — вул. Мостицька — вул. Кирилівська — Подільський узвіз — станція метро   «Лук'янівська»
- № 228: вул. Світлицького - просп. Георгія Гонгадзе - вул. Данила Щербаківського - просп. Берестейський - бульвар. Тараса Шевченка - станція метро   «Університет» (припинила роботу у 2021);
- № 244: просп. Свободи — вул. Мостицька — просп. Степана Бандери — Ринок «Троєщина»;
- № 420: просп. Свободи — вул. Василя Порика — вул. Кирилівська — Подільський узвіз — вул. Січових Стрільців — бульв. Тараса Шевченка — вул. Володимирська;
- № 428: просп. Свободи — вул. Василя Порика — вул. Івана Виговського — вул. Стеценка — станція метро  «Дорогожичі»;
- № 437: вул. Наталії Ужвій - просп. Свободи - просп. Георгія Гонгадзе - вул. Данила Щербаківського - Берестейський просп. - вул. Чорнобильська - вул. Генерала Наумова.
- № 478: вул. Василя Порика — просп. Свободи — вул. Мостицька — просп. Степана Бандери  — вул. Теодора Драйзера — просп. Червоної Калини — вул. Радунська — вул. Милославська.
- № 495: просп. Свободи — просп. Георгія Гонгадзе — вул. Кирилівська — Подільський узвіз — вул. Січових Стрільців — Повітрофлотський просп. — вул. Протасів Яр —   станція метро  «Олімпійська».
- № 502:
  - просп. Георгія Гонгадзе — просп. Європейського союзу — вул. Лугова — станція метро   «Оболонь» — просп. Героїв Сталінграда (скасована у 2014 році[11], працював нелегально до 1 березня 2020);
  - просп. Георгія Гонгадзе - вул. Світлицького - вул. Западинська - вул. Вишгородська - вул. Семена Скляренка - вул. Новокостянтинівська - Контрактова площа.
- № 514: вул. Світлицького — вул. Западинська — вул. Вишгородська — вул. Кирилівська — вул. Новокостянтинівська — станція метро   «Контрактова площа»;
- № 558: ж/м «Виноградар» - просп. Свободи - вул. Мостицька - вул. Кирилівська - вул. Петропавлівська - вул. Юрія Іллєнка - вул. В'ячеслава Чорновола - площа Галицька - Залізничний вокзал «Київ-Пасажирський»
- № 581: площа Тараса Шевченка - вул. Маршала Рокоссовського - вул. Автозаводська - вул. Ярослава Івашкевича — просп. Європейського союзу — вул. Данила Щербаківського - просп. Берестейський -  станція метро   «Святошин».

### Сучасний стан
Сучасна мережа громадського транспорту Виноградаря представлена автобусами, тролейбусами та маршрутними таксі. Більшість маршрутів прямує до станцій метро, і лише незначна кількість маршрутів маршрутного таксі та автобусний маршрут № 72 прямують до віддалених районів міста.
| Вид транспорту  | №   | Розклад | Кінцева А                 | Кінцева Б                                | Дата відкриття    | Примітка                                                        |
| --------------- | --- | ------- | ------------------------- | ---------------------------------------- | ----------------- | --------------------------------------------------------------- |
| тролейбус       | 4   |         | проспект Свободи          | Станція метро «Площа Українських Героїв» | 26.04.2022        |                                                                 |
| тролейбус       | 24  |         | проспект Свободи          | вулиця Північна                          | 31.12.1995        |                                                                 |
| тролейбус       | 25  |         | проспект Свободи          | станція метро «Почайна»                  | 30.12.1988        |                                                                 |
| тролейбус       | 26  |         | проспект Свободи          | станція метро «Нивки»                    | 30.12.1978        |                                                                 |
| тролейбус       | 28  |         | проспект Свободи          | станція метро «Лук'янівська»             | 07.04.2015        |                                                                 |
| тролейбус       | 35  |         | проспект Свободи          | Вул. Кадетський гай                      | 08.10.2022        |                                                                 |
| тролейбус       | 36  |         | вул. Чорнобильська        | вулиця Північна                          | 20.06.2022        |                                                                 |
| автобус         | 72  |         | проспект Свободи          | станція метро «Контрактова площа»        | 1960-ті           |                                                                 |
| автобус         | 102 |         | вулиця Світлицького       | Кінотеатр «Братислава»                   | 1980-ті           |                                                                 |
| автобус         | 103 |         | вулиця Світлицького       | вулиця Академіка Єфремова                | 12.08.2021        |                                                                 |
| маршрутне таксі | 180 |         | ж/м «Виноградар»          | ж/м «Троєщина»                           |                   |                                                                 |
| маршрутне таксі | 182 |         | проспект Свободи          | станція метро «Нивки»                    |                   |                                                                 |
| маршрутне таксі | 183 |         | проспект Свободи          | станція метро «Почайна»                  |                   |                                                                 |
| маршрутне таксі | 439 |         | ж/м «Виноградар»          | площа Перемоги                           |                   | По проспектам Гонгадзе, Свободи, Правди та вулиці Василя Порика |
| маршрутне таксі | 455 |         | проспект Свободи          | Севастопольська площа                    |                   |                                                                 |
| маршрутне таксі | 465 |         | проспект Свободи          | Залізничний вокзал «Південний»           |                   |                                                                 |
| маршрутне таксі | 472 |         | проспект Георгія Гонгадзе | станція метро «Мінська»                  |                   | По вулицям Світлицького та Красицького                          |
| маршрутне таксі | 512 |         | Лісорозсадник             | Кінотеатр «Братислава»                   | 02.03.2020 (2019) | По проспекту Правди, Георгія Гонгадзе. Працює нелегально        |
| маршрутне таксі | 530 |         | проспект Свободи          | вулиця Північна                          |                   |                                                                 |
| маршрутне таксі | 587 |         | проспект Георгія Гонгадзе | Контрактова площа                        | 02.2003           | По вулицям Мостицька та Кирилівська                             |

### Перспективи розвитку
11 вересня 2018 року було оголошено тендер на подовження Сирецько-Печерської лінії метро до житлового масиву Виноградар. Планується будівництво двох станцій: «Мостицька» на перетині вулиць Межової та Білицької та «Варшавська» на перетині вулиці Межової та проспекту Європейського Союзу. У перспективі також планується відгалуження по майбутній вулиці Генерала Грекова, що матиме у своєму складі дві станції та депо.
9 листопада 2018 року відбувся тендер на подовження Сирецько-Печерської лінії метро до житлового масиву Виноградар. Будівництво метро розпочалось у квітні 2019 році та триватиме до середини 2027 року.

## Галерея

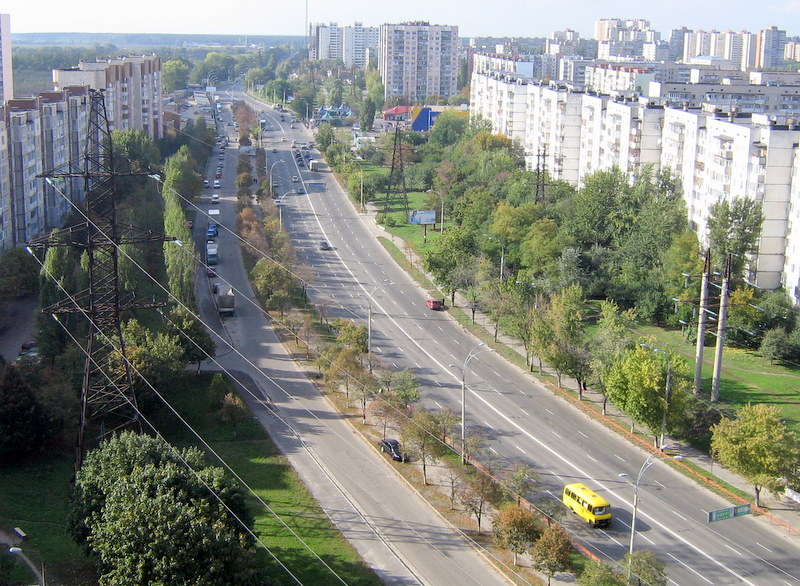
Вигляд на Проспект Європейського Союзу
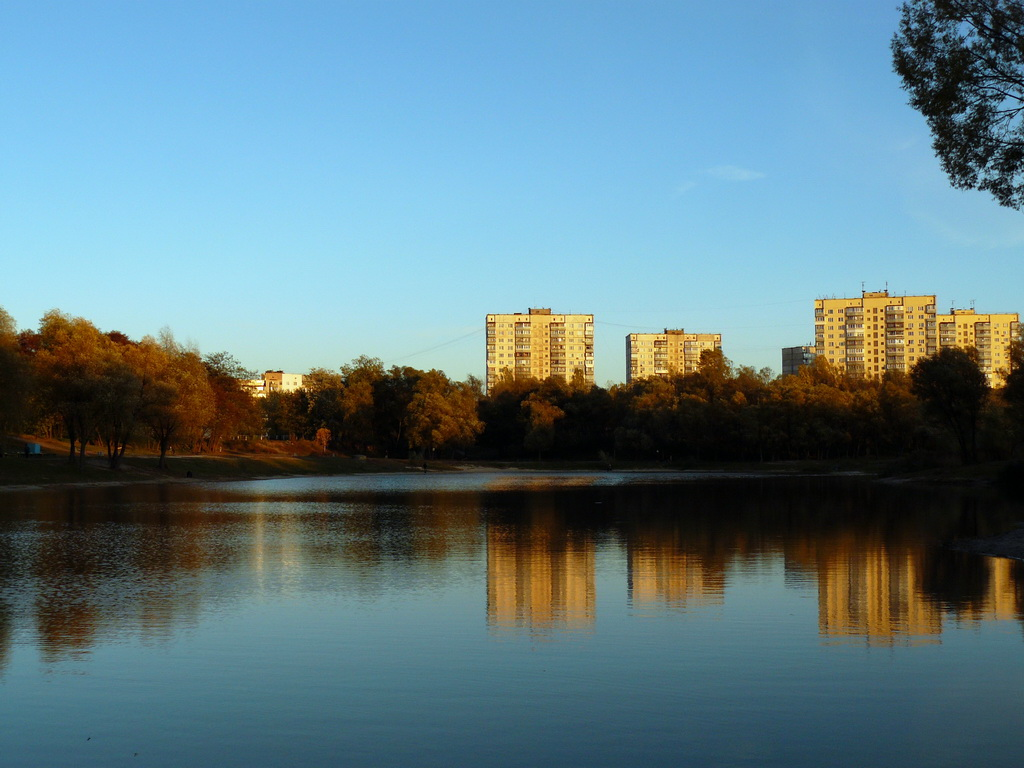
Синє озеро та західна частина житлового масиву
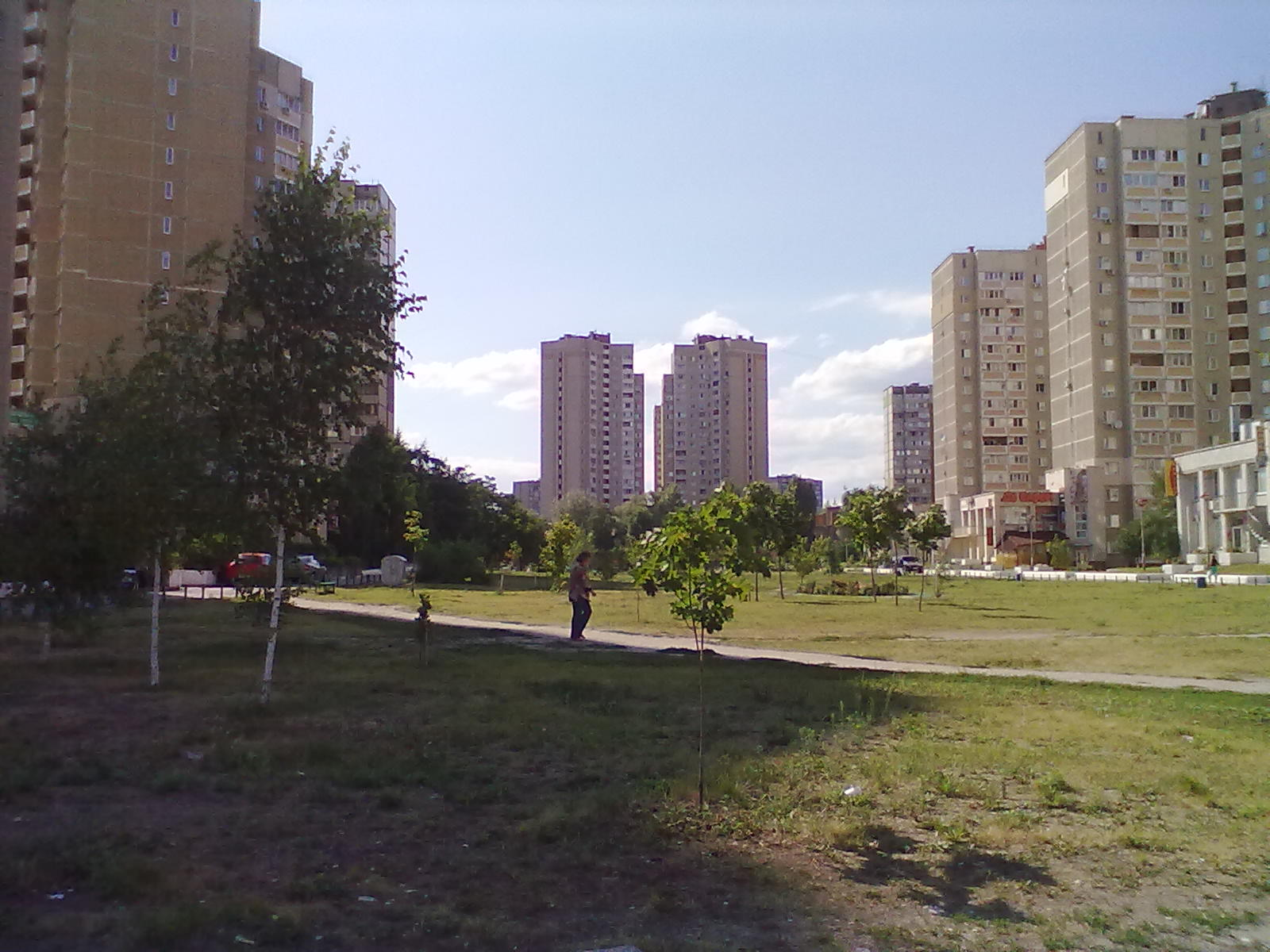
Житлові будинки між вулицею Порика та проспектом Георгія Гонгадзе.
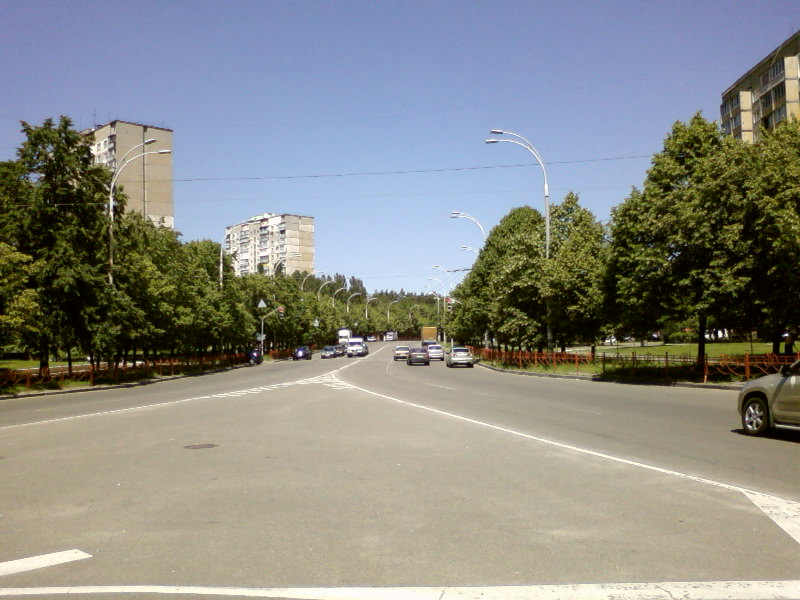
Вигляд Проспекту Георгія Гонгадзе
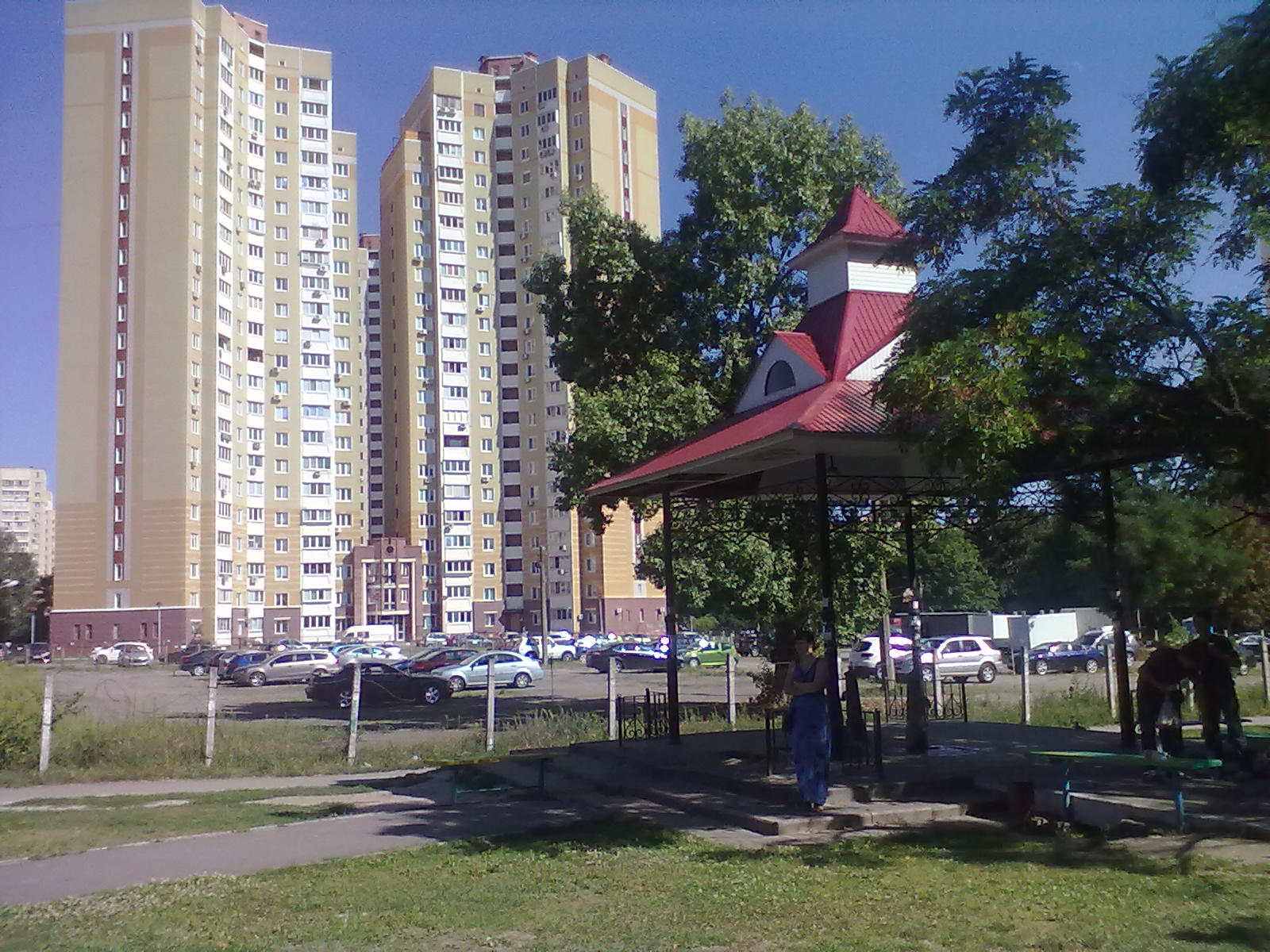
Вигляд Проспекту Георгія Гонгадзе
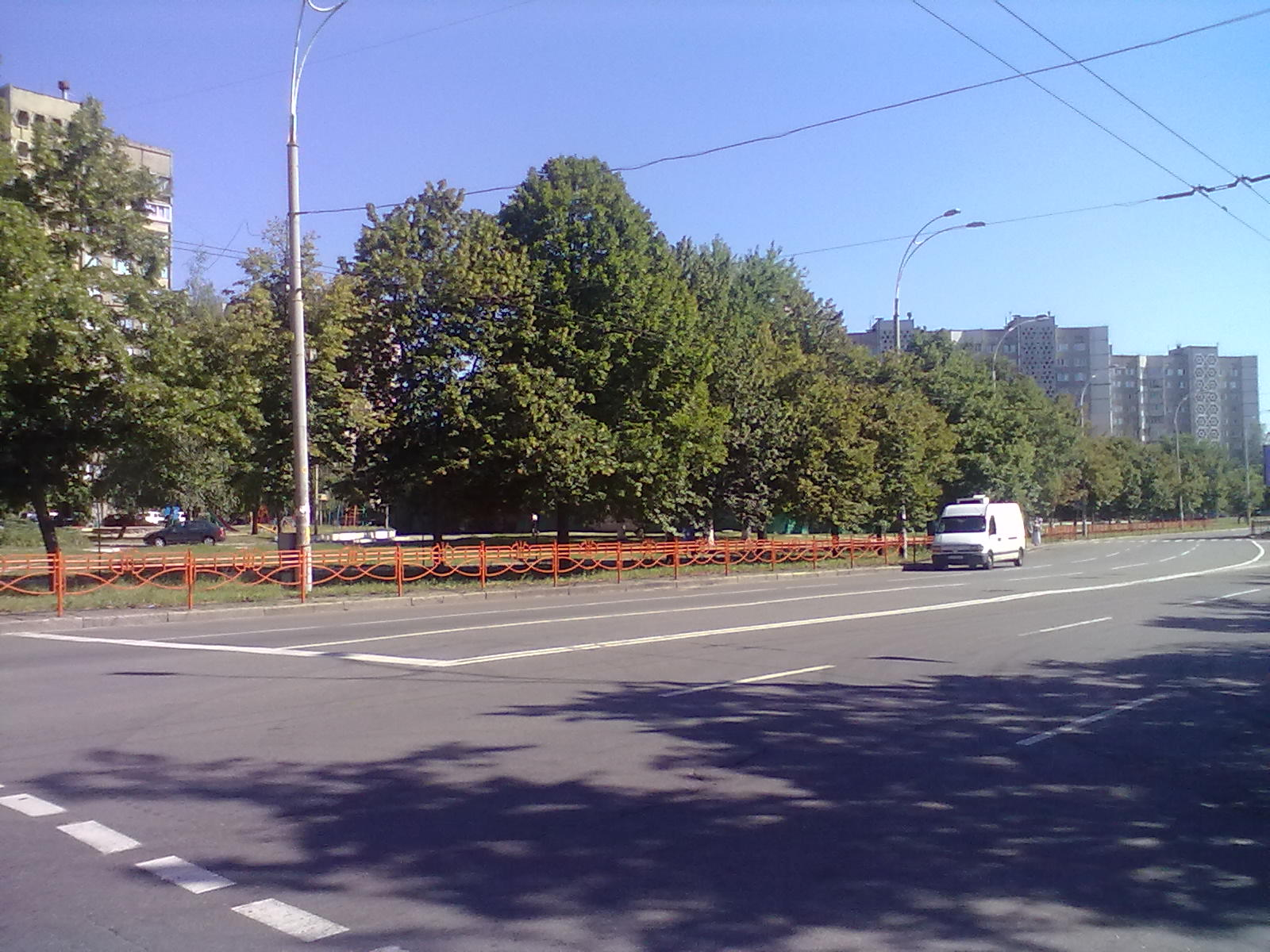
Вигляд Проспекту Георгія Гонгадзе
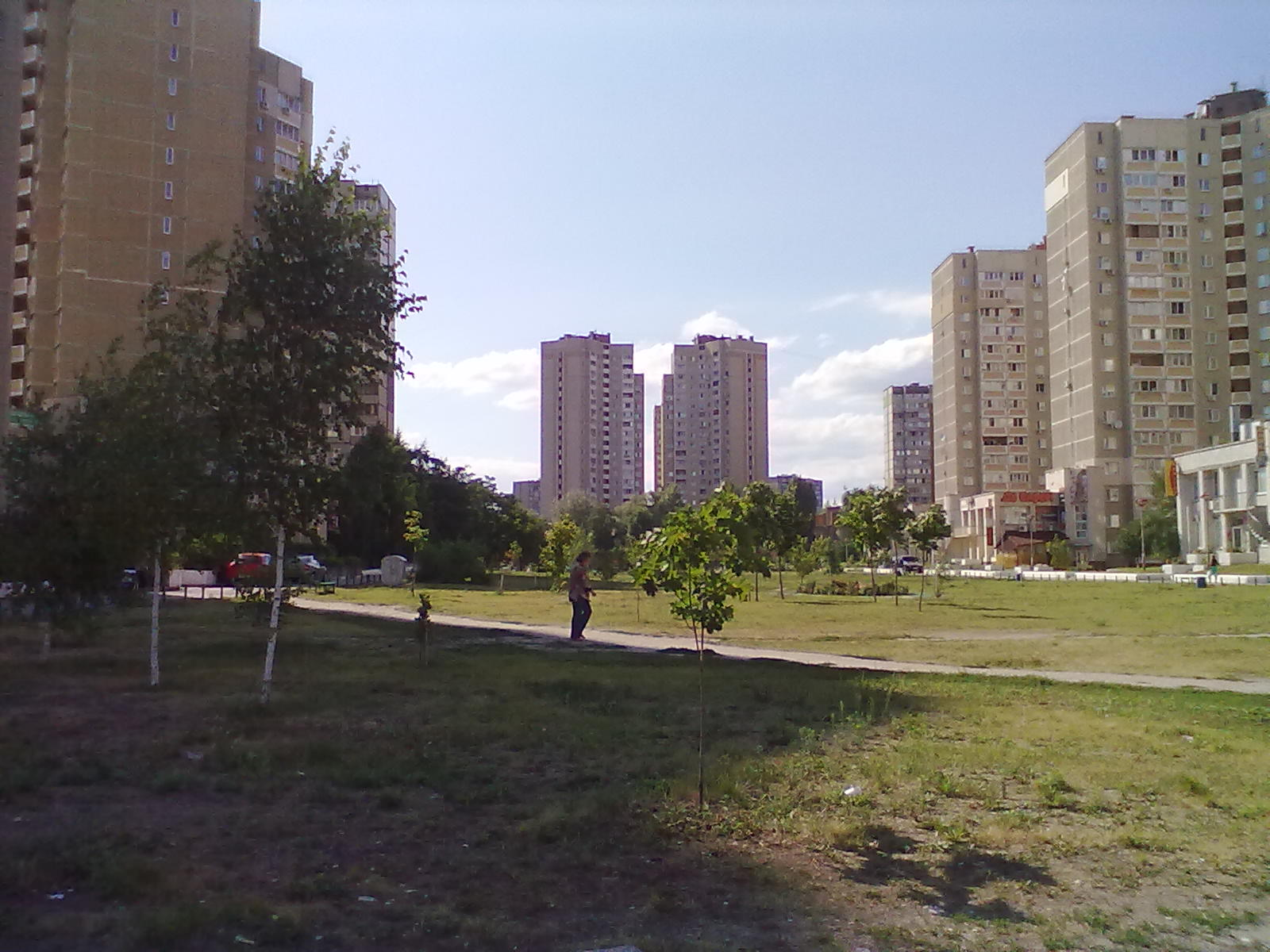
Вигляд Проспекту Георгія Гонгадзе
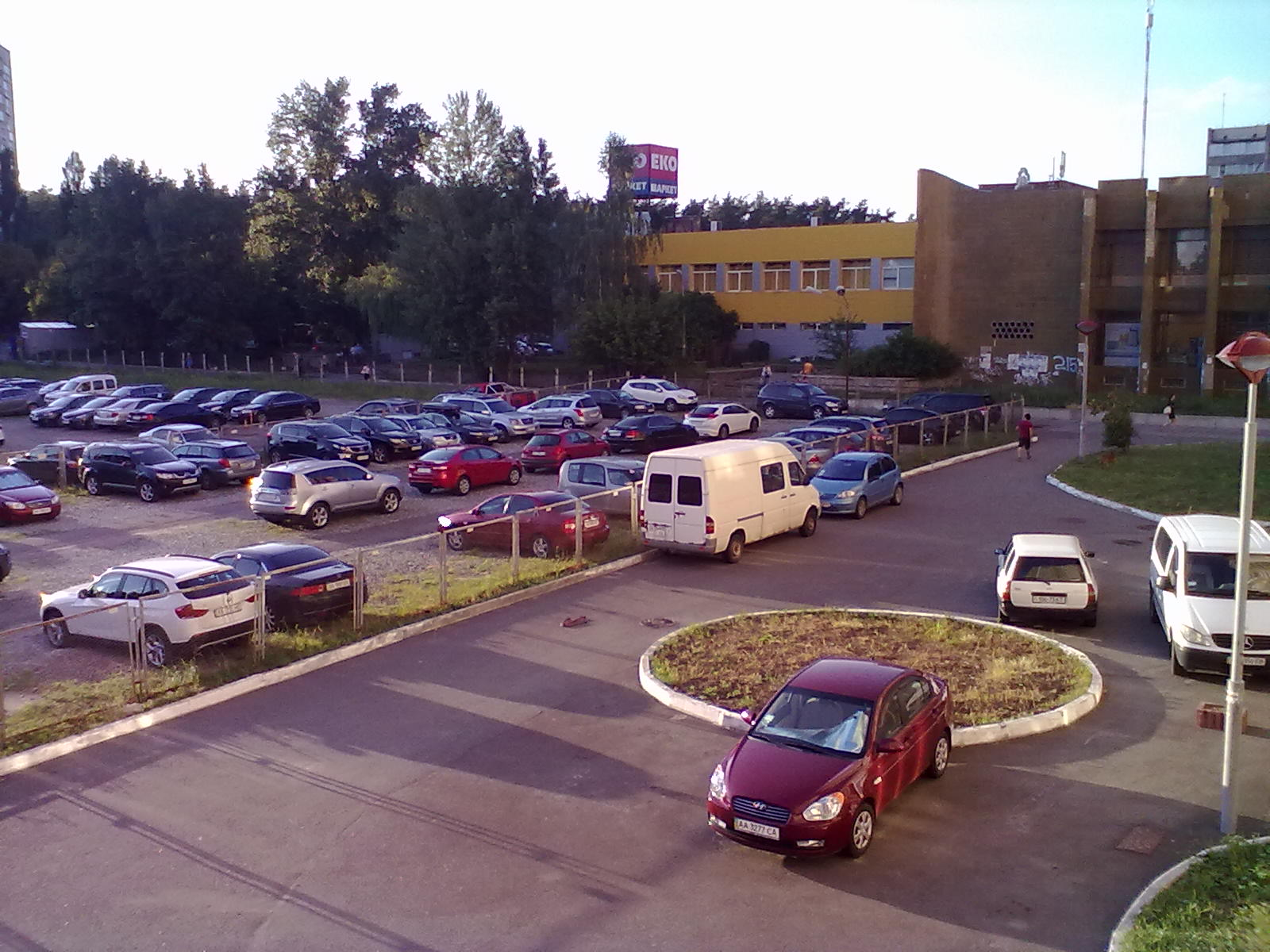
Вигляд Проспекту Георгія Гонгадзе
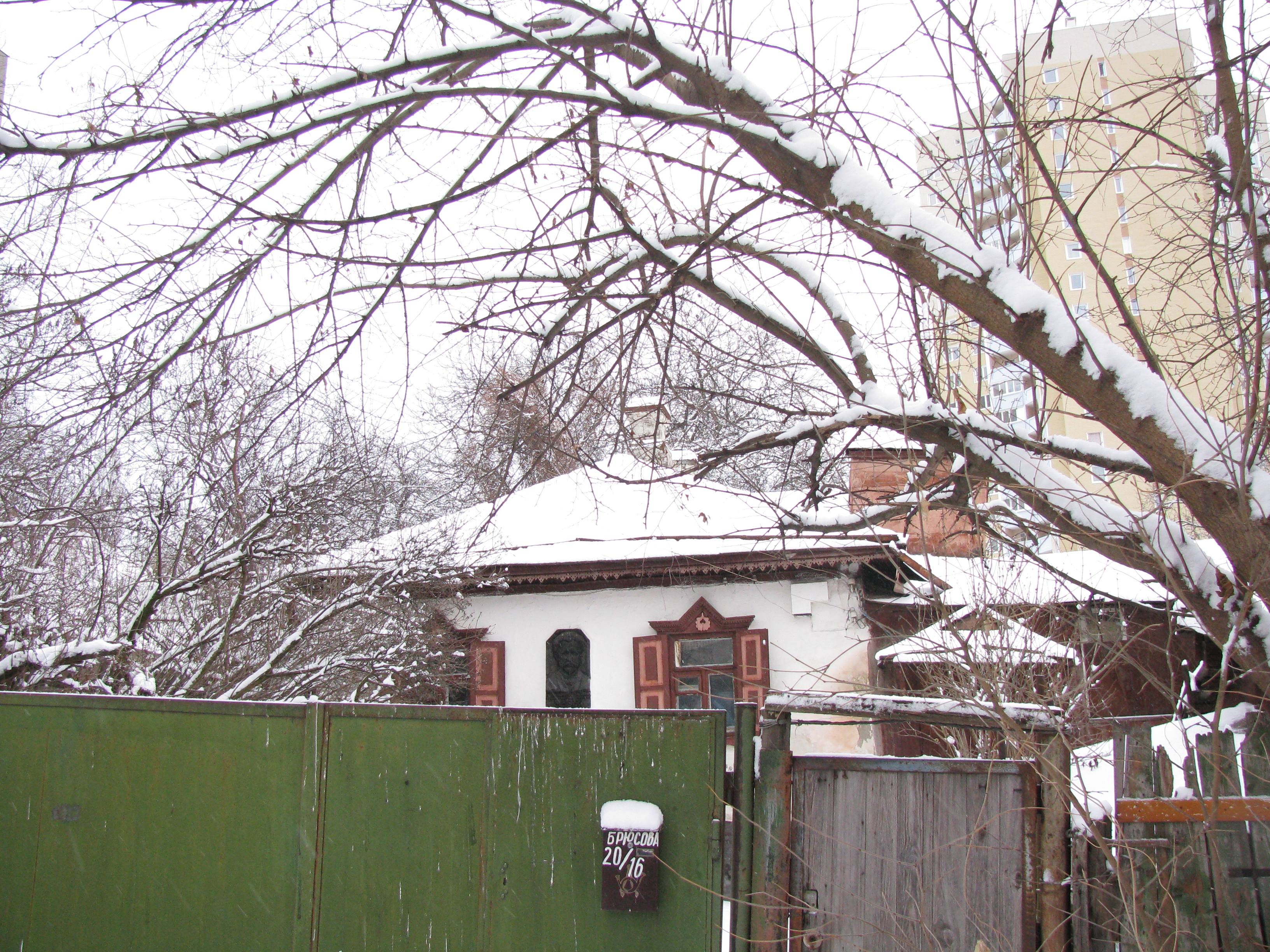
Будинок, в якому у 1905–1944 роках мешкав Красицький Фотій Степанович
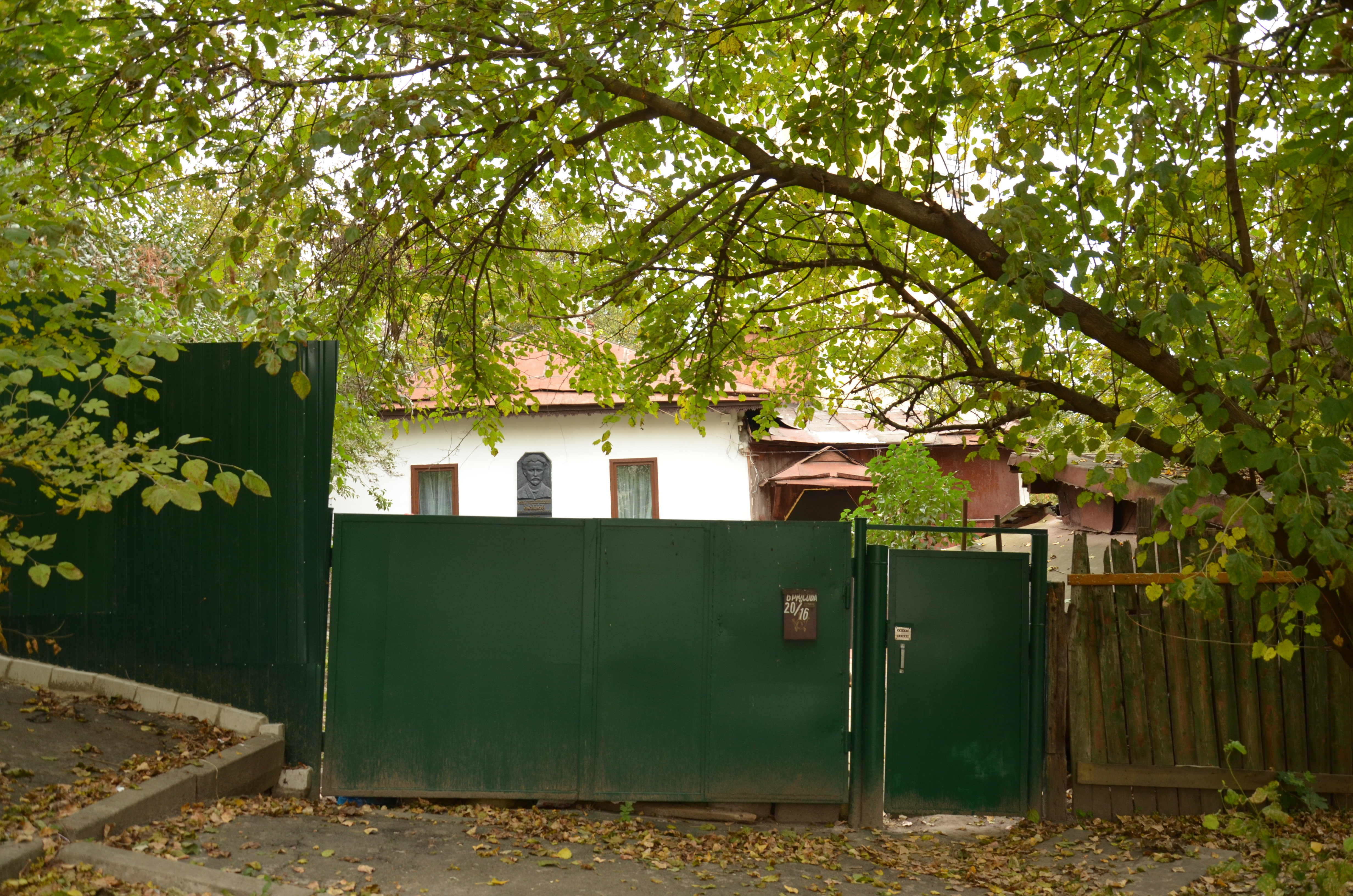
Будинок, в якому у 1905–1944 роках мешкав Красицький Фотій Степанович
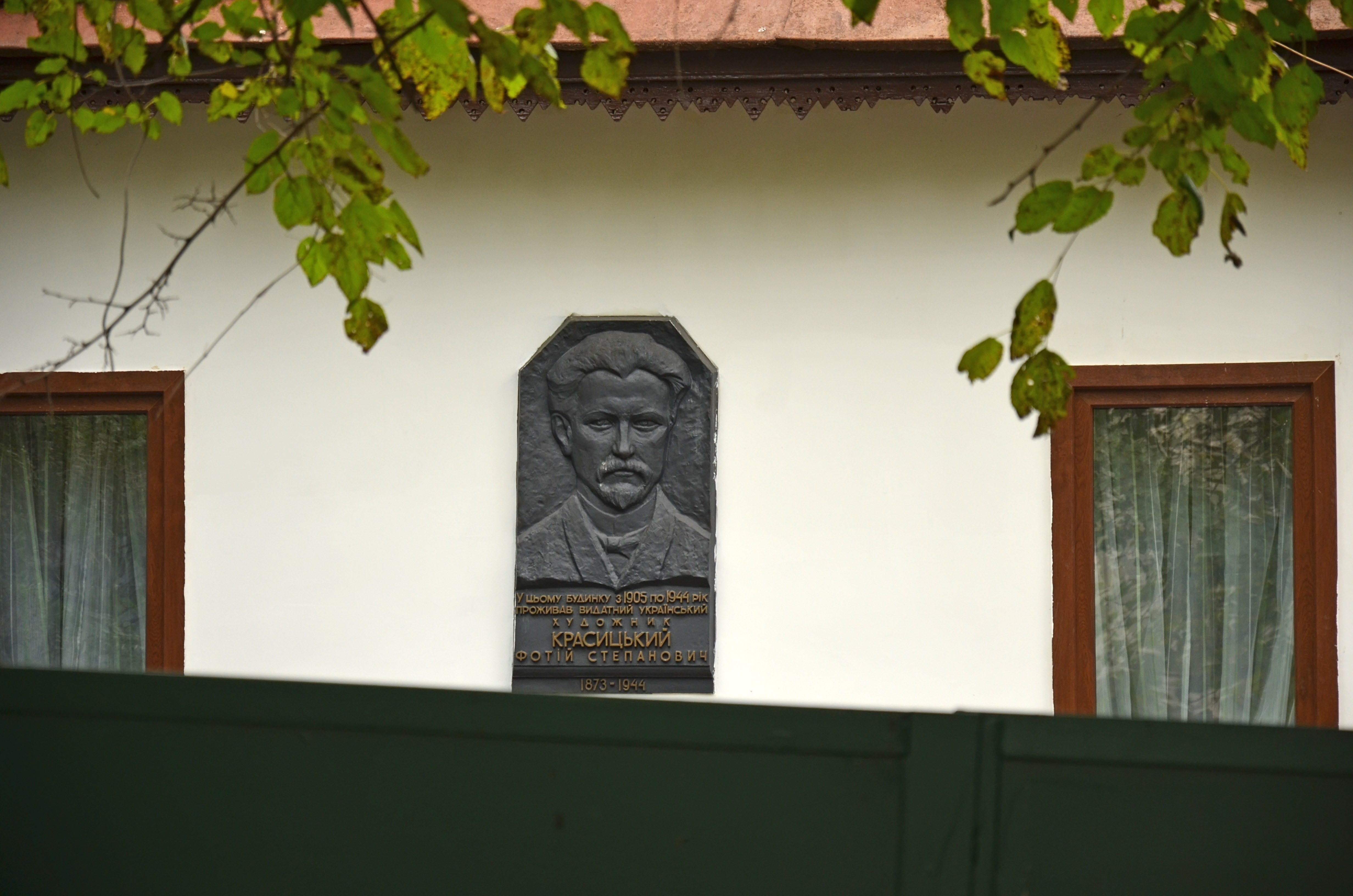
Будинок, в якому у 1905–1944 роках мешкав Красицький Фотій Степанович
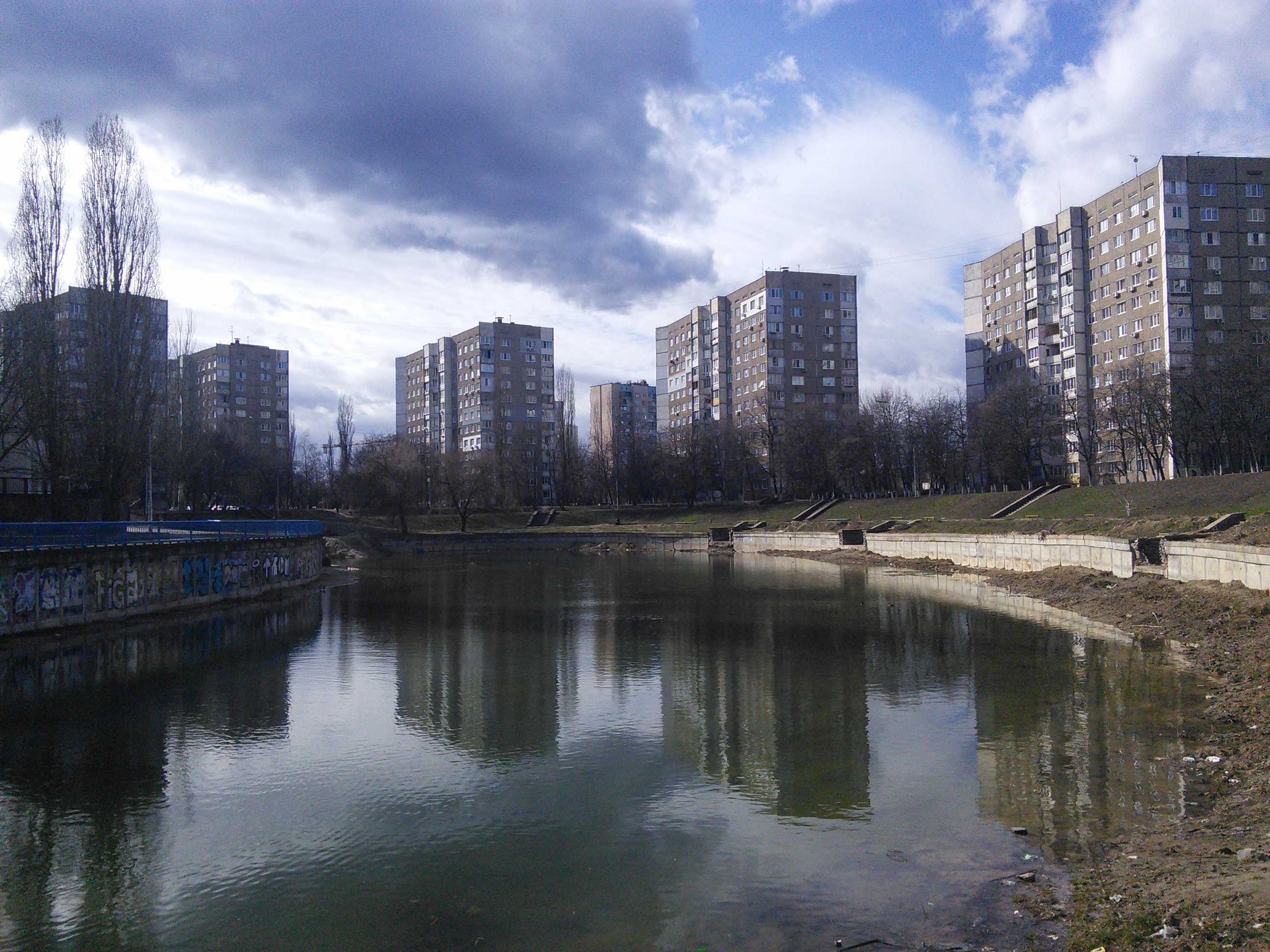
Голубе озеро
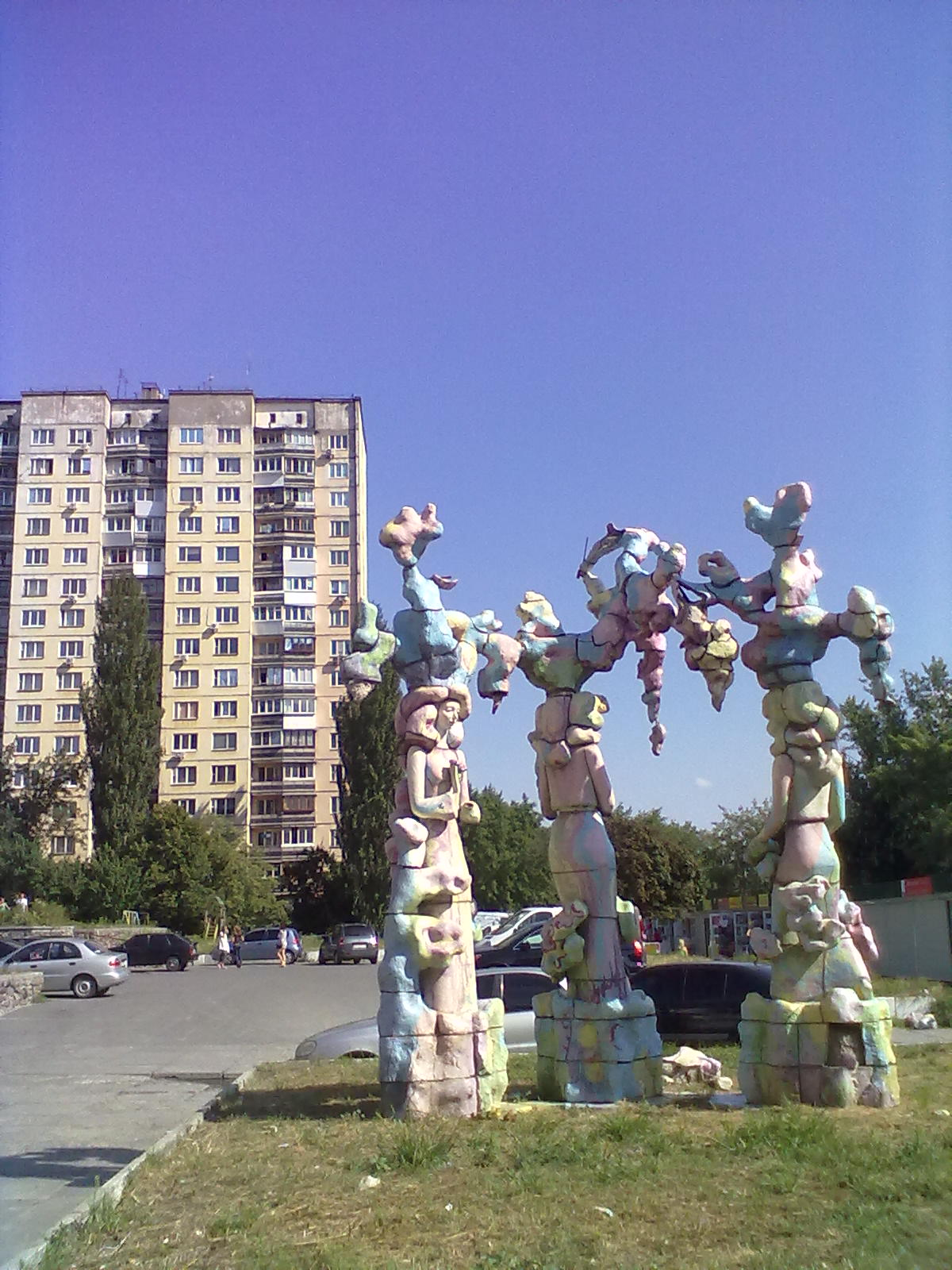
Скульптурна композиція біля будинку № 26 по проспекту Свободи. Встановлена на початку 1980-х років, під час будівництва масиву.